# 피치치
피치치(스페인어: Pichichi)는 스페인의 신문 마르카에서 매 시즌 프리메라리가의 득점왕에게 수여하는 상이다. 1910년대에서 1920년대까지 활동한 아틀레틱 빌바오의 전설적인 선수인 라파엘 모레노 아란사디의 별명에서 따온 이름이다.

## 수상자 명단
| 시즌    | 이름                       | 국적       | 클럽                | 골 |
| ------- | -------------------------- | ---------- | ------------------- | -- |
| 1929    | 파코 비엔소바스            | 스페인     | 레알 소시에다드     | 14 |
| 1929-30 | 기예르모 고로스티사        | 스페인     | 아틀레틱 빌바오     | 19 |
| 1930-31 | 바타                       | 스페인     | 아틀레틱 빌바오     | 27 |
| 1931-32 | 기예르모 고로스티사        | 스페인     | 아틀레틱 빌바오     | 12 |
| 1932-33 | 마누엘 올리바레스          | 스페인     | 마드리드 축구단     | 16 |
| 1933-34 | 이시드로 랑가라            | 스페인     | 오비에도            | 27 |
| 1934-35 | 이시드로 랑가라            | 스페인     | 오비에도            | 26 |
| 1935-36 | 이시드로 랑가라            | 스페인     | 오비에도            | 27 |
| 1939-40 | 빅토리오 우나무노          | 스페인     | 아틀레틱 빌바오     | 26 |
| 1940-41 | 프루덴                     | 스페인     | 아틀레티코 마드리드 | 30 |
| 1941-42 | 문도                       | 스페인     | 발렌시아            | 27 |
| 1942-43 | 마리아노 마르틴            | 스페인     | 바르셀로나          | 32 |
| 1943-44 | 문도                       | 스페인     | 발렌시아            | 27 |
| 1944-45 | 텔모 사라                  | 스페인     | 애슬레틱 클럽       | 19 |
| 1945-46 | 텔모 사라                  | 스페인     | 애슬레틱 클럽       | 24 |
| 1946-47 | 텔모 사라                  | 스페인     | 애슬레틱 클럽       | 34 |
| 1947-48 | 파이뇨                     | 스페인     | 셀타 비고           | 23 |
| 1948-49 | 세사르 로드리게스 알바레스 | 스페인     | 바르셀로나          | 28 |
| 1949-50 | 텔모 사라                  | 스페인     | 애슬레틱 클럽       | 25 |
| 1950-51 | 텔모 사라                  | 스페인     | 애슬레틱 클럽       | 38 |
| 1951-52 | 파이뇨                     | 스페인     | 레알 마드리드       | 28 |
| 1952-53 | 텔모 사라                  | 스페인     | 애슬레틱 클럽       | 24 |
| 1953-54 | 알프레도 디 스테파노       | 아르헨티나 | 레알 마드리드       | 27 |
| 1954-55 | 후안 아르사                | 스페인     | 세비야              | 28 |
| 1955-56 | 알프레도 디 스테파노       | 아르헨티나 | 레알 마드리드       | 24 |
| 1956-57 | 알프레도 디 스테파노       | 아르헨티나 | 레알 마드리드       | 31 |
| 1957-58 | 알프레도 디 스테파노       | 아르헨티나 | 레알 마드리드       | 19 |
| 1957-58 | 리카르도                   | 스페인     | 발렌시아            | 19 |
| 1957-58 | 마누엘 바데네스            | 스페인     | 바야돌리드          | 19 |
| 1958-59 | 알프레도 디 스테파노       | 아르헨티나 | 레알 마드리드       | 23 |
| 1959-60 | 푸슈카시 페렌츠            | 헝가리     | 레알 마드리드       | 26 |
| 1960-61 | 푸슈카시 페렌츠            | 헝가리     | 레알 마드리드       | 27 |
| 1961-62 | 후안 세미나리오            | 페루       | 레알 사라고사       | 25 |
| 1962-63 | 푸슈카시 페렌츠            | 헝가리     | 레알 마드리드       | 26 |
| 1963-64 | 푸슈카시 페렌츠            | 헝가리     | 레알 마드리드       | 20 |
| 1964-65 | 카예타노 레                | 파라과이   | 바르셀로나          | 25 |
| 1965-66 | 바바                       | 스페인     | 엘체                | 19 |
| 1966-67 | 와우두                     | 브라질     | 발렌시아            | 24 |
| 1967-68 | 피델 우리아르테            | 스페인     | 애슬레틱 클럽       | 22 |
| 1968-69 | 호세 에울로히오 가라테     | 스페인     | 아틀레티코 마드리드 | 14 |
| 1968-69 | 아만시오 아마로            | 스페인     | 레알 마드리드       | 14 |
| 1969-70 | 호세 에울로히오 가라테     | 스페인     | 아틀레티코 마드리드 | 16 |
| 1969-70 | 루이스 아라고네스          | 스페인     | 아틀레티코 마드리드 | 16 |
| 1969-70 | 아만시오 아마로            | 스페인     | 레알 마드리드       | 16 |
| 1970-71 | 호세 에울로히오 가라테     | 스페인     | 아틀레티코 마드리드 | 17 |
| 1970-71 | 카를레스 렉사치            | 스페인     | 바르셀로나          | 17 |
| 1971-72 | 엔리케 포르타              | 스페인     | 그라나다            | 20 |
| 1972-73 | 마리아닌                   | 스페인     | 오비에도            | 19 |
| 1973-74 | 키니                       | 스페인     | 스포르팅 히혼       | 20 |
| 1974-75 | 카를로스 루이스 에레로     | 스페인     | 애슬레틱 클럽       | 19 |
| 1975-76 | 키니                       | 스페인     | 스포르팅 히혼       | 18 |
| 1976-77 | 마리오 켐페스              | 아르헨티나 | 발렌시아            | 24 |
| 1977-78 | 마리오 켐페스              | 아르헨티나 | 발렌시아            | 28 |
| 1978-79 | 한스 크랑클                | 오스트리아 | 바르셀로나          | 29 |
| 1979-80 | 키니                       | 스페인     | 스포르팅 히혼       | 24 |
| 1980-81 | 키니                       | 스페인     | 바르셀로나          | 20 |
| 1981-82 | 키니                       | 스페인     | 바르셀로나          | 26 |
| 1982-83 | 이폴리토 링콘              | 스페인     | 레알 베티스         | 20 |
| 1983-84 | 호르헤 다 실바             | 우루과이   | 바야돌리드          | 17 |
| 1983-84 | 후아니토                   | 스페인     | 레알 마드리드       | 17 |
| 1984-85 | 우고 산체스                | 멕시코     | 아틀레티코 마드리드 | 19 |
| 1985-86 | 우고 산체스                | 멕시코     | 레알 마드리드       | 22 |
| 1986-87 | 우고 산체스                | 멕시코     | 레알 마드리드       | 34 |
| 1987-88 | 우고 산체스                | 멕시코     | 레알 마드리드       | 29 |
| 1988-89 | 바우타사르                 | 브라질     | 아틀레티코 마드리드 | 35 |
| 1989-90 | 우고 산체스                | 멕시코     | 레알 마드리드       | 38 |
| 1990-91 | 에밀리오 부트라게뇨        | 스페인     | 레알 마드리드       | 19 |
| 1991-92 | 마놀로                     | 스페인     | 아틀레티코 마드리드 | 27 |
| 1992-93 | 베베투                     | 브라질     | 데포르티보          | 29 |
| 1993-94 | 호마리우                   | 브라질     | 바르셀로나          | 30 |
| 1994-95 | 이반 사모라노              | 칠레       | 레알 마드리드       | 28 |
| 1995-96 | 후안 안토니오 피시         | 스페인     | 테네리페            | 31 |
| 1996-97 | 호나우두                   | 브라질     | 바르셀로나          | 34 |
| 1997-98 | 크리스티안 비에리          | 이탈리아   | 아틀레티코 마드리드 | 24 |
| 1998-99 | 라울                       | 스페인     | 레알 마드리드       | 25 |
| 1999-00 | 살바                       | 스페인     | 라싱 산탄데르       | 27 |
| 2000-01 | 라울                       | 스페인     | 레알 마드리드       | 24 |
| 2001-02 | 디에고 트리스탄            | 스페인     | 데포르티보          | 21 |
| 2002-03 | 로이 마카이                | 네덜란드   | 데포르티보          | 29 |
| 2003-04 | 호나우두                   | 브라질     | 레알 마드리드       | 24 |
| 2004-05 | 디에고 포를란              | 우루과이   | 비야레알            | 25 |
| 2005-06 | 사뮈엘 에토                | 카메룬     | 바르셀로나          | 26 |
| 2006-07 | 뤼트 판 니스텔로이         | 네덜란드   | 레알 마드리드       | 25 |
| 2007-08 | 다니엘 귀사                | 스페인     | 마요르카            | 27 |
| 2008-09 | 디에고 포를란              | 우루과이   | 아틀레티코 마드리드 | 32 |
| 2009-10 | 리오넬 메시                | 아르헨티나 | 바르셀로나          | 34 |
| 2010-11 | 크리스티아누 호날두        | 포르투갈   | 레알 마드리드       | 41 |
| 2011-12 | 리오넬 메시                | 아르헨티나 | 바르셀로나          | 50 |
| 2012-13 | 리오넬 메시                | 아르헨티나 | 바르셀로나          | 46 |
| 2013-14 | 크리스티아누 호날두        | 포르투갈   | 레알 마드리드       | 31 |
| 2014-15 | 크리스티아누 호날두        | 포르투갈   | 레알 마드리드       | 48 |
| 2015-16 | 루이스 알베르토 수아레스   | 우루과이   | 바르셀로나          | 40 |
| 2016-17 | 리오넬 메시                | 아르헨티나 | 바르셀로나          | 37 |
| 2017-18 | 리오넬 메시                | 아르헨티나 | 바르셀로나          | 34 |
| 2018-19 | 리오넬 메시                | 아르헨티나 | 바르셀로나          | 36 |
| 2019-20 | 리오넬 메시                | 아르헨티나 | 바르셀로나          | 25 |
| 2020-21 | 리오넬 메시                | 아르헨티나 | 바르셀로나          | 30 |
| 2021-22 | 카림 벤제마                | 프랑스     | 레알 마드리드       | 27 |
| 2022-23 | 로베르트 레반도프스키      | 폴란드     | 바르셀로나          | 23 |

## 같이 보기
- 트로페오 리카르도 사모라
- 카포칸노니에레
- 에레디비시
- 우크라이나 프리미어리그
- 러시아 프리미어리그